# レインボウ (防護巡洋艦)
| カナダ海軍時代の「レインボウ」。 | |
| 艦歴                             | |
| 発注                             | パルマーズ造船所 |
| 起工                             | 1890年 |
| 進水                             | 1891年3月25日 |
| 就役                             | 1892年 |
| 退役                             | |
| その後                           | 1920年に処分 |
| 除籍                             | 1917年5月8日 |
| 性能諸元                         | |
| 排水量                           | 常備：3,600トン |
| 全長                             | 95.7m |
| 水線長                           | 91.44m |
| 全幅                             | 13.31m |
| 吃水                             | 5.64m |
| 機関                             | 形式不明石炭専焼円缶5基 +直立式段膨脹型三気筒レシプロ機関2基2軸推進 |
| 最大出力                         | 自然通風：7,000hp 強制通風： |
| 最大速力                         | 18.5ノット |
| 航続距離                         | 10ノット/8,000海里 |
| 燃料                             | 石炭：535トン（満載） |
| 乗員                             | 273名 |
| 兵装                             | アームストロング 15.2cm（26口径）単装速射砲2基 アームストロング 12cm（40口径）単装速射砲4基 アームストロング 5.7cm（40口径）単装速射砲8基 4.7cm（43口径）単装機砲1基 オチキス 37mm（23口径）回転式機砲4基 35.6cm魚雷発射管単装4基 |
| 装甲                             | 甲板：32mm（平坦部）、51mm（平坦部） 主砲防盾：111mm（最厚部） 司令塔：76mm（最大厚） |

レインボウ (HMS Rainbow) はイギリス海軍のアポロ級防護巡洋艦の1隻である。

## 概要
本級はイギリス海軍が自国の沿岸警備と植民地への通商保護のために造り上げた防護巡洋艦である。一部の艦は水面下に海産物が付着するのを防止するために木板の上から銅板を張って防御しており、「レインボウ」ものその1隻であった。

## 艦形

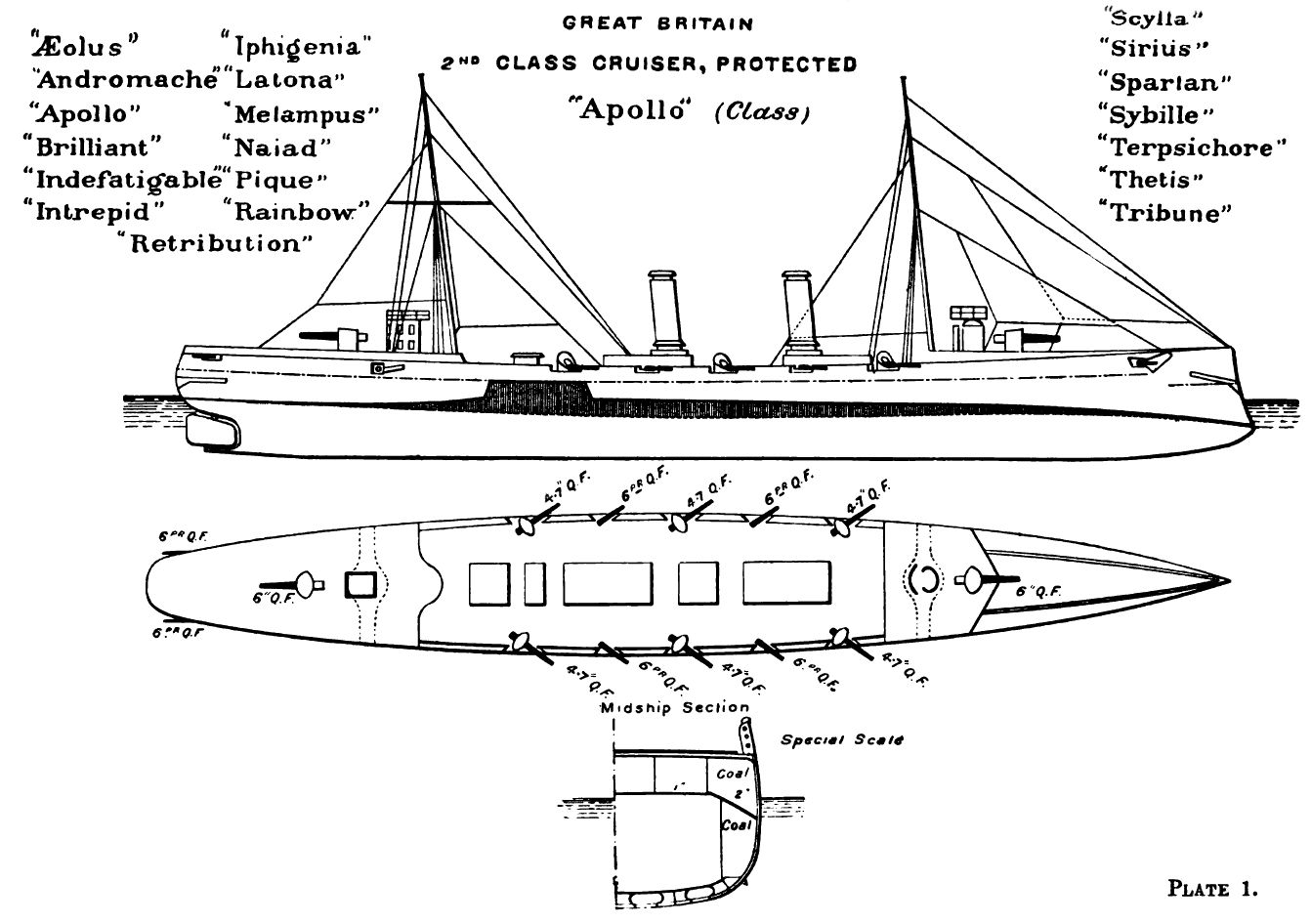
アポロ級のイラスト。黒ベタ部分は装甲範囲を示す。

未だ帆船時代のデザインが色濃く残る時代のイギリスらしく気品ある印象を受ける。船体は乾舷の低い平甲板型船体である。水面下に衝角（ラムの付いた艦首から甲板上に15.2cm速射砲を防盾の付いた単装砲架で1基を配置した。その背後にある司令塔の上に、両脇に船橋を持つ操舵艦橋と単脚式の前部マストが立つ。船体中央部に2本煙突が等間隔に立ち、その周囲は艦載艇置き場となっており、前後マストを基部とするクレーン1基ずつ計2基と、舷側に2本で1組のボート・ダビッドが片舷3組ずつ計6組で運用された。
舷側甲板上には副砲の12cm速射砲が防盾の付いた単装砲架で片舷2基ずつ計4基配置されており、対水雷艇用の5.7cm速射砲が12cm砲を前後から挟みこむように等間隔に防盾の付いた単装砲架で片舷3基ずつ計6基が配置されていた。
2番煙突の後部に後部マストと後部艦橋が立ち、、後部甲板上に15.2cm速射砲1基が配置された。この武装配置により艦首・艦尾方向に最大で15.2cm砲1門、舷側方向に最大で15.2cm砲2門・12cm砲2門・5.7cm砲3門が指向できた。

## 主砲、その他備砲
本艦の主武装は「1890年型 15,2cm（40口径）ライフル砲」を採用した。その性能は45.3kgの砲弾を、仰角15度で9,140mまで届かせられた。砲身の俯仰・砲塔の旋回・砲弾の揚弾・装填は主に人力を必要とした。砲身の上下角度は仰角20度・俯角3度で左右の旋回角度は甲板上に配置したものは300度であった。発射速度は1分間に5～7発と速かったであった。
本艦の副砲にはにアームストロング社製「アームストロング 12cm（45口径）単装砲」を採用した。その性能は20.4kgの砲弾を仰角20度で9,050mまで到達できる性能であった。これを防盾の付いた単装砲架で旋回と俯仰は主に人力で行われ、砲身の仰角20度・俯角3度で砲架は360度旋回できたが実際は上部構造物により射界に制限があった。発射速度は毎分5～6発だった。
他に対水雷艇迎撃用に「アームストロング 5.7cm（40口径）速射砲」を採用した。その性能は2.72kgの砲弾を仰角45度で7,955mまで到達できる性能であった。これを防盾の付いた単装砲架で6基搭載した。旋回と俯仰は主に人力で行われ、砲身の仰角60度・俯角8度で砲架は360度旋回できたが実際は上部構造物により射界に制限があった。発射速度は毎分15発だった。
他に主砲では手に負えない相手への対抗として35.6cm魚雷発射管を単装で4基4門を装備した。

## 艦歴

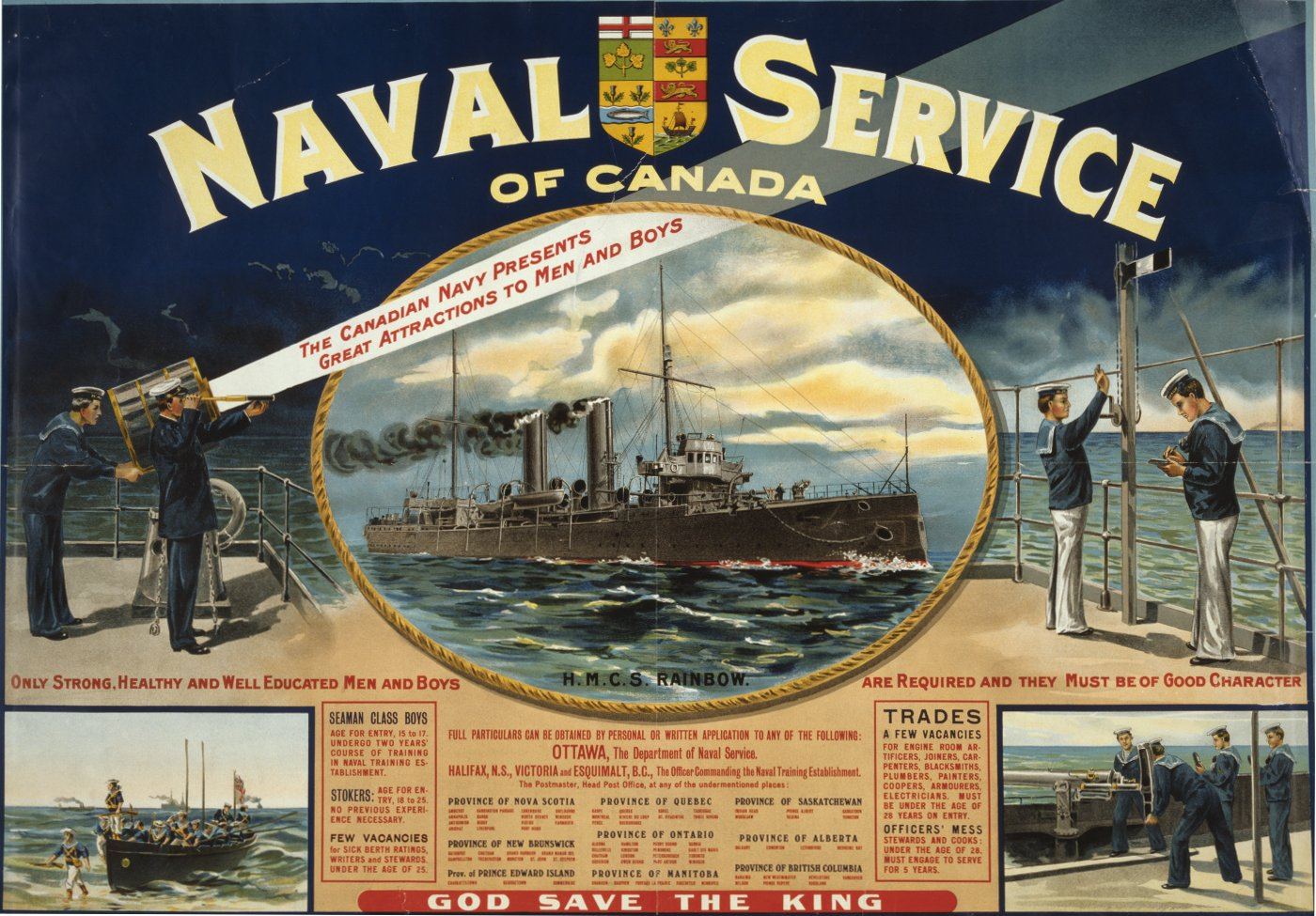
カナダ海軍時代の本艦のイラスト。

1892年の就役後に極東戦隊に配属されて中国沿岸部で任務に就いた。次にマルタ島を母港に1895年から1898年にかけて地中海艦隊に所属した。その後は老朽化のために本国に戻されて練習艦として使用された。
1910年5月4日に発足されたカナダ海軍に8月4日にポーツマスにて最初の配備艦艇としてダイアデム級防護巡洋艦「ナイオビ（Niobe）」と共にカナダ海軍に引渡された。本艦はカナダ海軍旗艦「レインボウ」としてイギリス海軍中佐J.D.D.スチュアートの指揮で再就役。11月7日よりエスカイモルトを母港として太平洋方面で任務に従事。第一次世界大戦勃発時にはドイツ東洋艦隊の捜索任務に従事し、防護巡洋艦「ニュルンベルク」「ライプツィヒ」の捜索にあたり、一時は「ライプツィヒ」を補足するも取り逃してしまった。本艦はこれが今大戦での唯一の戦闘記録であった。1916年から1917年にかけてロシアから1.4億ドルをバンクーバーへ輸送した。
老朽化により1917年5月8日除籍後、宿泊艦となる。1920年6月にシアトルの解体業者に売却処分。

## 参考図書
- Conway All The World's Fightingships 1860-1905（Conway）
- Conway All The World's Fighting Ships 1906-1921（Conway）